# Clionella confusa
Clionella confusa é uma espécie de gastrópode do gênero Clionella, pertencente a família Clavatulidae.